# Santa Coloma de Queralt
Santa Coloma de Queralt település Spanyolországban, Tarragona tartományban. Santa Coloma de Queralt Argençola, Sant Martí de Tous, Bellprat, Les Piles, Conesa, Tarragona, Savallà del Comtat, Llorac és Talavera községekkel határos. Lakosainak száma 2800 fő (2024).

## Népesség
A település népessége az elmúlt években az alábbi módon változott:
| Lakosok száma | 837  | 2738 | 3434 | 3043 | 2624 | 2934 | 3167 | 2931 | 2673 | 2800 |
|               | 1717 | 1887 | 1936 | 1960 | 1986 | 2004 | 2009 | 2014 | 2019 | 2024 |